# Diferença absoluta
A diferença absoluta de dois números reais x, y é dada por | x - y |, o valor absoluto da sua diferença .

Diferença absoluta entre x e y

 Descreve a distância sobre a linha real entre os pontos correspondentes ao x e y. É um caso especial do espaço Lp para todos 1 ≤ p ≤ ∞ e é a métrica padrão usada para ambos conjuntos de números racionais {\displaystyle \mathbb {Q} \,} e as suas conclusões, o conjunto de números reais {\displaystyle \mathbb {R} \,}.
Como em qualquer métrica, as propriedades métricas apoiam que:
- |x − y| ≥ 0, já que o valor absoluto é sempre não-negativo.
- |x − y| = 0   se, e somente se,   x = y.
- |x − y| = |y − x|    (simetria ou comutatividade).
- |x − z| ≤ |x − y| + |y − z|     (desigualdade triangular), no caso de a diferença absoluta, a igualdade é apoiada se, e somente se, x ≤ y ≤ z.